# 伊利米夫卡
52°2′41″N 31°19′5″E / 52.04472°N 31.31806°E
伊利米夫卡（烏克蘭語：Ільмівка），是烏克蘭北部的村莊，隸屬切爾尼希夫州的切爾尼希夫區。該村始建於1730年，面積4.1平方公里，海拔高度155米，2006年人口393，人口密度每平方公里96.8人。